# Vicente Luna
Jose Vicente Gutierrez (13 de enero de 1968), más conocido como Vicente Luna, es un actor y cineasta colombiano con una extensa trayectoria en el teatro.

## Carrera
La trayectoria de Luna se ha desarrollado principalmente en el teatro internacional, aunque ha participado en producciones cinematográficas en su país natal. En 2008 protagonizó la película de Lisandro Duque Naranjo Los actores del conflicto junto a Coraima Torres y Mario Duarte.

## Filmografía destacada

### Cine y televisión
- 2000 - The Chromium Book (corto)
- 2008 - Los actores del conflicto
- 2013 - Shangrilala
- 2013 - Phoenix Song
- 2016 - Without Her (corto)
- 2016 - El soborno del cielo